# Estrada de Ferro Funilense

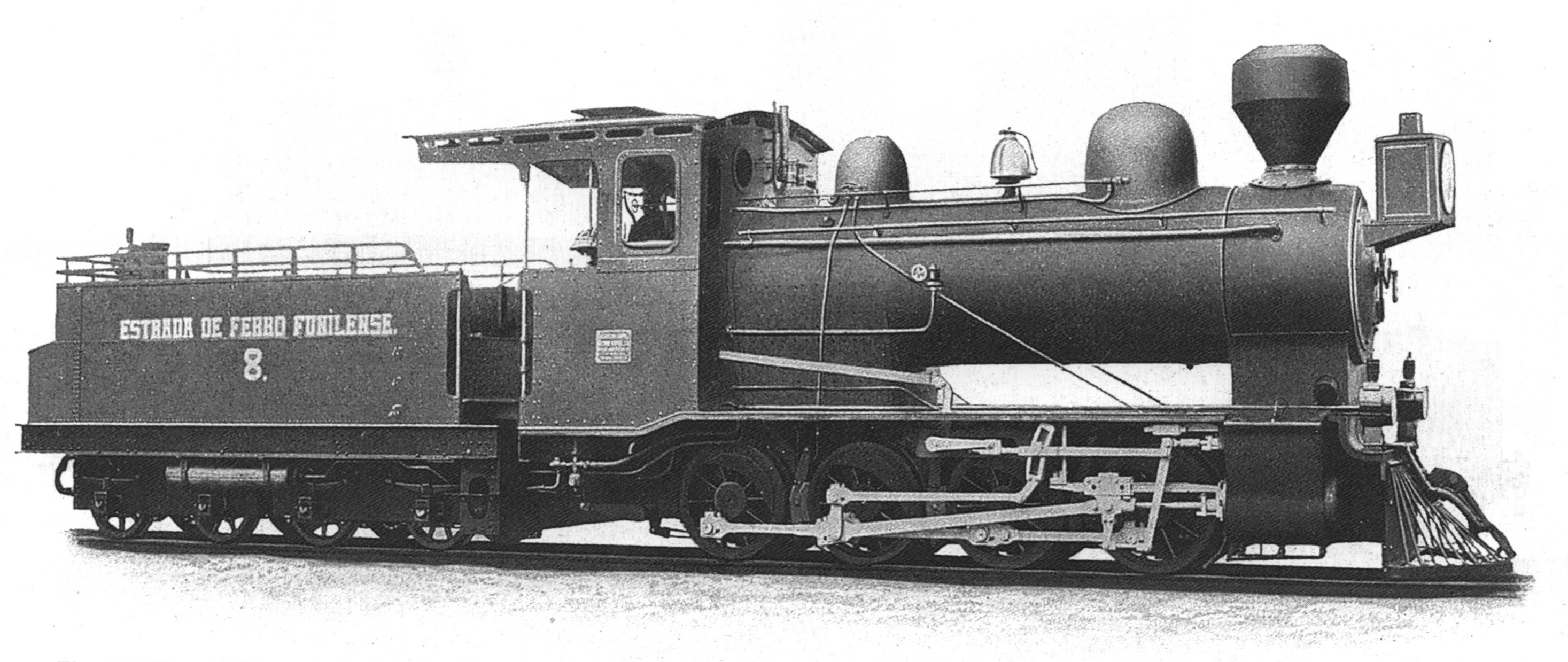
Locomotiva Estrada de Ferro Funilense N° 8, de oito rodas acoplada, 250 hp, bitola métrica, 4 eixos, peso de serviço 26 mais 17 toneladas, O&K N° 5455/1912

Estrada de Ferro Funilense foi uma empresa ferroviária brasileira.

## História
Também conhecida como Companhia Carril  Agrícola Funilense, foi fundada em 18 de setembro de 1899 conectando Campinas a Cosmópolis (antiga Funil).  Entre seus fundadores estavam Vicente Fonseca Ferrão, barão Geraldo de Rezende e José Guatemozim Nogueira, sendo que em sua existência desde a fundação até ser estatizada pelo governo seu presidente foi Barão Geraldo de Resende .
Em 1904 foi estatizada pelo estado de São Paulo. Em 1913 chegou até Conchal.
Em 1 de setembro de 1921 a estrada foi incorporada à Estrada de Ferro Sorocabana, passou a ser chamada Ramal Pádua Salles.
A estrada foi desativada em 1960 e seus trilhos arrancados.

## Estações
- Estação Bonfim (Campinas)[3]
- Estação Carlos Botelho[2]
- Estação Guanabara (cedida pela Mogiana)[3]
- Chave do Instituto
- Estação Barão Geraldo
- Estação Betel
- Chave do Deserto
- Estação José Paulino
- Chave do Funchal
- Chave do João Aranha
- Chave do Guatemozim
- Chave da Usina Ester
- Estação Cosmópolis
- Estação Artur Nogueira
- Estação Engenheiro Coelho
- Chave do Xadrexz
- Estação Tujuguaba
- Estação Conchal
- Estação Pádua Salles